# Podium trigonopsoides
Podium trigonopsoides là một loài côn trùng cánh màng trong họ Sphecidae, thuộc chi Podium. Loài này được Menke miêu tả khoa học đầu tiên năm 1974.